# Stanisław Pigoń

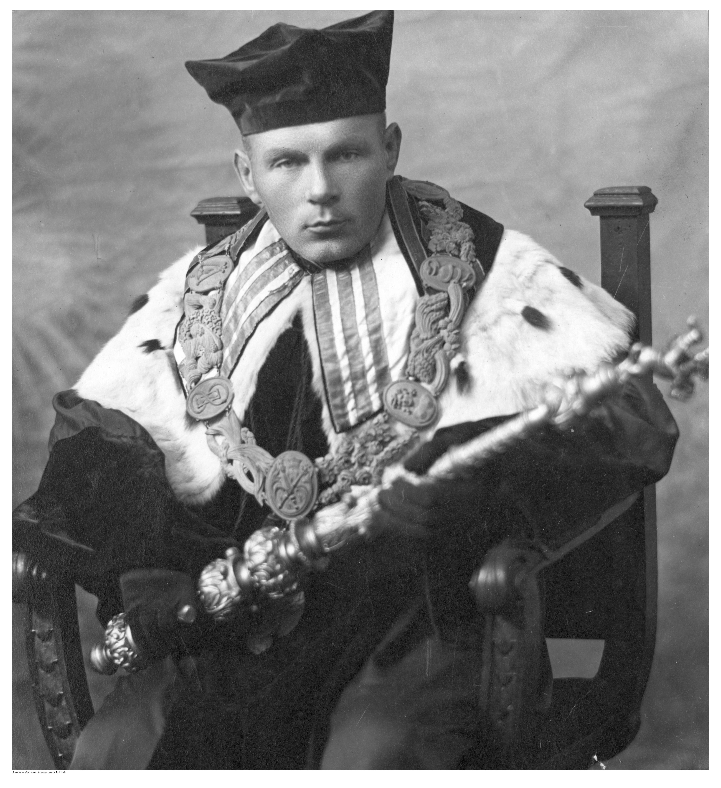
Fotografia portretowa w uroczystym stroju akademickim z insygniami władzy

Stanisław Pigoń (ur. 27 września 1885 w Komborni , zm. 18 grudnia 1968 w Krakowie) – historyk literatury polskiej, edytor, wychowawca i pedagog, w latach 1926–1928 rektor Uniwersytetu Stefana Batorego w Wilnie.
Profesor historii literatury polskiej na Uniwersytecie Stefana Batorego w Wilnie (1921–1930), a następnie na Uniwersytecie Jagiellońskim (1931–1960; z przerwą 1939–1945) .

## Życiorys
Stanisław Pigoń pochodził z ubogiej rodziny chłopskiej . Był synem Jana (ur. 1851) i Katarzyny (ur. 1860). Jego droga do profesury była długa i pełna przeszkód; rodzina nie ułatwiała mu drogi do poszerzania wiedzy. Urodził się na wsi, więc jego głównym zajęciem miała być praca na roli i pomoc rodzicom w prowadzeniu gospodarstwa domowego. Stanisław wolał jednak czytać książki, niż chodzić za pługiem. Rodzina niechętnie odnosiła się do jego decyzji o wyjeździe na studia (głównym problemem były zbyt skromne finanse). Doszło już nawet do tego, że Stanisław zaniechał myśli o studiach. Ostatecznie, po skończeniu jasielskiego gimnazjum w roku 1906, udało mu się wyjechać do Krakowa i rozpocząć studia. W latach 1906–1912 studiował filologię polską na Uniwersytecie Jagiellońskim. Nie powrócił już na stałe w rodzinne strony.
W czasie I wojny światowej służył jako oficer w armii austro-węgierskiej – w 2 pułku artylerii fortecznej; brał udział m.in. w zdobywaniu belgijskiej twierdzy Namur. Od listopada 1918 służył w Wojsku Polskim, walczył w wojnie polsko-ukraińskiej i wojnie polsko-radzieckiej. Od marca do czerwca 1919 był dowódcą pociągu pancernego nr 4 „Hallerczyk”. Między sierpniem 1919 a sierpniem 1920 zwolniony ze służby wojskowej jako wykładowca. W związku z zagrożeniem ofensywą radziecką od sierpnia do października 1920 dowodził pociągiem pancernym nr 20 „Bartosz Głowacki”. 18 stycznia 1921 został przeniesiony z batalionu zapasowego 1 pułku wojsk kolejowych do pociągu pancernego „Bartosz Głowacki” na stanowisko dowódcy.
Po zakończeniu działań wojennych został zweryfikowany w stopniu kapitana ze starszeństwem z dniem 1 czerwca 1919 roku w korpusie oficerów rezerwy artylerii. W 1923 posiadał przydział mobilizacyjny do 23 pułku artylerii polowej w Będzinie. W 1934 pozostawał na ewidencji Powiatowej Komendy Uzupełnień Kraków Miasto z przydziałem mobilizacyjnym do Oficerskiej Kadry Okręgowej nr V. Za swój udział w walkach otrzymał kilka odznaczeń wojskowych, między innymi honorową odznakę „Orląt” i Gwiazdę Przemyśla za wyzwolenie miasta.
Na początku II wojny światowej wraz z grupą profesorów krakowskich został aresztowany w ramach Sonderaktion Krakau i uwięziony w niemieckim obozie koncentracyjnym Sachsenhausen. Swoje doświadczenia z pobytu w obozie ujął w szkicu Wspomnienia z obozu Sachsenhausen 1939–40. Przebywał tam do lutego 1940, skąd powrócił do Krakowa w pierwszym transporcie zwolnionych profesorów. W obozie nabawił się ciężkiej choroby serca, która prześladowała go do końca życia. Już wiosną następnego roku podjął tajne nauczanie oraz działalność konspiracyjną w kręgach Stronnictwa Narodowego. Był członkiem Polskiej Akademii Nauk i Polskiej Akademii Umiejętności. Koleje swojego życia opisał w pamiętnikach Z Komborni w świat i Z przędziwa pamięci. Urywki wspomnień.
Pigoń zajmował się literaturą jako przekazem doniosłych treści poznawczych, ideowo-wychowawczych i filozoficznych oraz jej rolą w kształtowaniu polskiej świadomości narodowej. Był skrupulatnym badaczem i wydawcą tekstów ważnych dla poznania życia i twórczości wielkich pisarzy. Interesował się szczególnie okresami romantyzmu i modernizmu, a przede wszystkim postacią i dziełem Adama Mickiewicza. Badał również i wydawał utwory Aleksandra Fredry, Stefana Żeromskiego i Władysława Orkana. Pigoń był także odkrywcą twórczości samorodnych pisarzy chłopskich; zajmował się kulturą polskiej wsi.
Ponadto po odejściu Wincentego Lutosławskiego przewodził wileńskiej sekcji ruchu Eleusis.
Księgozbiór Stanisława Pigonia, liczący 9351 woluminów, został po jego śmierci zgodnie z jego wolą przekazany Wyższej Szkole Pedagogicznej w Rzeszowie. W 1982 utworzono Pracownię Polonistyczną Pigonianum, którą w 2004 przeniesiono do nowego gmachu Biblioteki Uniwersytetu Rzeszowskiego.
W 1913 ożenił się z Heleną z Dulowskich (1891–1972), z którą pracował w redakcji czasopisma „Iskra”. Ich synami byli Krzysztof (chemik) i Andrzej (biolog).
Zmarł w Krakowie, pochowany na cmentarzu Salwatorskim (kwatera SC2-8-17).

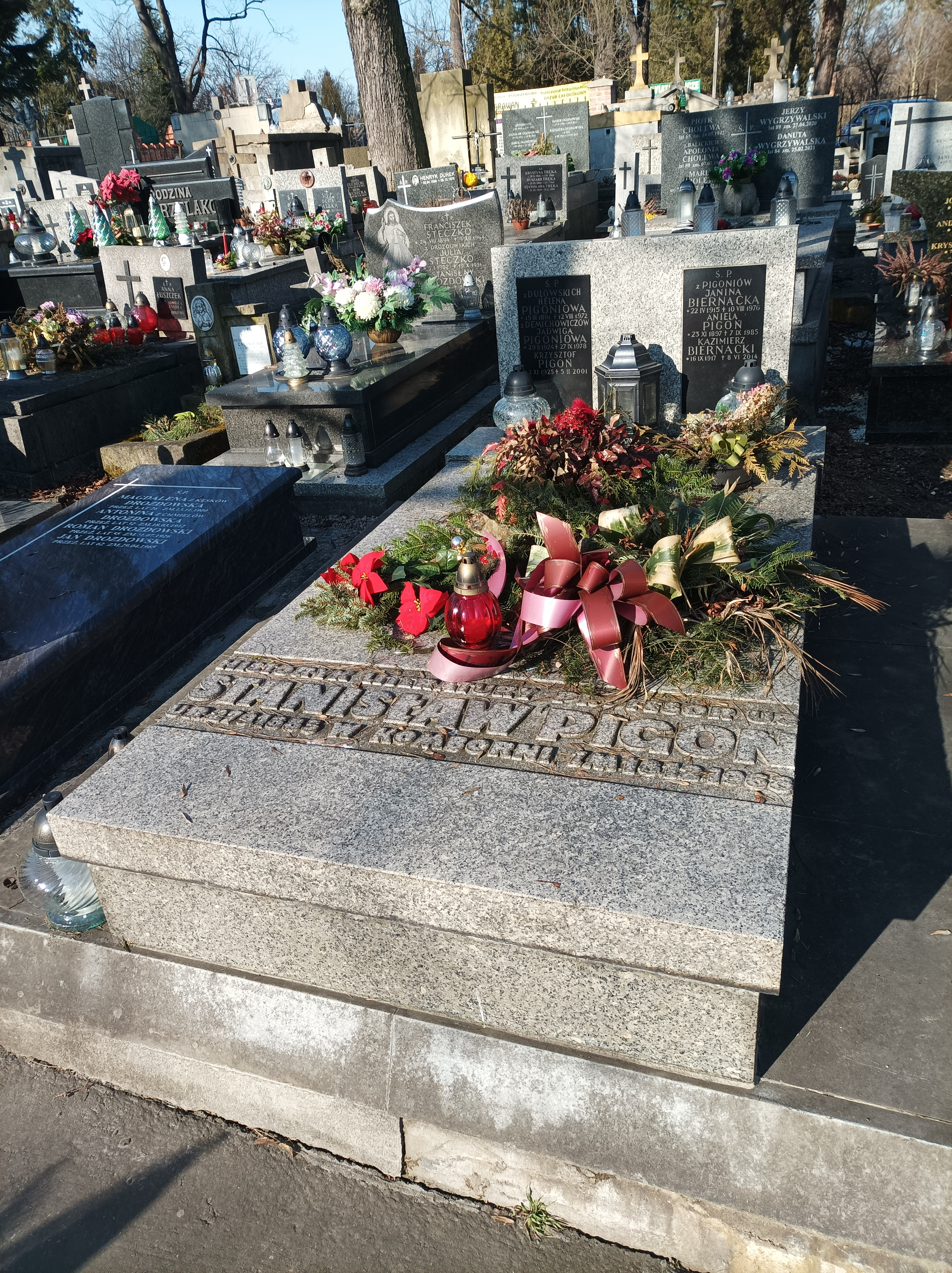
Grób prof. Stanisława Pigonia na cmentarzu Salwatorskim w Krakowie

## Wybrane publikacje
- 1911 O „Księgach narodu i pielgrzymstwa polskiego” A. Mickiewicza, Kraków
- 1922 Z epoki Mickiewicza. Studia i szkice, Lwów
- 1924 Głosy sprzed wieku. Szkice z dziejów procesu filareckiego, Wilno
- 1928 Ze studiów nad tekstem „Pana Tadeusza”. Trzy notatki, Kraków
- 1929 Z dawnego Wilna. Szkice obyczajowe i literackie, Wilno
- 1930 Do źródeł „Dziadów” kowieńsko-wileńskich, Wilno
- 1930 O brązach, brązownikach i brązoburcy, Warszawa
- 1932 Adam Mickiewicz w kole Sprawy Bożej Warszawa
- 1934 „Pan Tadeusz”. Wzrost-Wielkość-Sława, Warszawa
- 1936 Na wyżynach romantyzmu. Studia historyczno-literackie, Kraków
- 1938 Z dziejów teatru szkolnego w Polsce w XVII, Lwów
- 1938 Zręby nowej Polski w publicystyce Wielkiej Emigracji, Warszawa
- 1939 Na drogach i manowcach kultury ludowej, Lwów
- 1946 Zarys nowszej literatury ludowej, Kraków
- 1947 Z Komborni w świat, Kraków

## Ordery i odznaczenia
- Order Sztandaru Pracy I klasy (25 kwietnia 1956)[13]
- Krzyż Komandorski Orderu Odrodzenia Polski (16 lipca 1954)[14]
- Odznaka pamiątkowa „Orlęta”
- Gwiazda Przemyśla
- Złota Odznaka Honorowa Bratniej Pomocy[15]

## Nagrody i wyróżnienia
- Nagroda Państwowa I stopnia za całość działalności naukowej ze szczególnym uwzględnieniem wydania korespondencji A. Mickiewicza (1955)[16]
- Honorowe obywatelstwo Jasła (1965)[17]

## Upamiętnienie
Jego imieniem nazwano jedną z auli Uniwersytetu Rzeszowskiego, jak również (do 2020) Państwową Wyższą Szkołę Zawodową w Krośnie.
Na wniosek władz dwóch miejscowych uczelni – Uniwersytetu Rzeszowskiego oraz Wyższej Szkoły Prawa i Administracji – w 40. rocznicę śmierci Stanisława Pigonia w lutym 2009 Rada Miasta Rzeszowa podjęła uchwałę o nazwaniu jego imieniem części istniejącej ulicy na Osiedlu Nowe Miasto.

## Odniesienia w kulturze
W 2013 nakładem Wydawnictwa Uniwersytetu Rzeszowskiego ukazała się książka Pigoń autorstwa Czesława Kłaka.